# Festival Internacional de Cine de El Cairo
El Festival Internacional de Cine de El Cairo (en árabe: مهرجان القاهرة السينمائي الدولي‎) es un festival de cine que se celebra durante 10 días, en El Cairo, Egipto. Se organiza en el mes de noviembre de cada año desde su fundación en 1976, con la excepción de las ediciones de 2011 y 2013, canceladas debido a la inestabilidad política.
Es el único certamen cinematográfico del mundo árabe y África de máxima categoría (A), acreditada por la Federación Internacional de Asociaciones de Productores Cinematográficos.